# Erysimum dolpoense
Erysimum dolpoense är en korsblommig växtart som beskrevs av Hiroshi Hara. Erysimum dolpoense ingår i släktet kårlar, och familjen korsblommiga växter. Inga underarter finns listade i Catalogue of Life.